# Abui (langue)
Pour l’article homonyme, voir Abui.
L’abui est une langue papoue de la famille des langues timor-alor-pantar, parlée en Indonésie dans le centre de l’île d’Alor, située dans l’archipel des petites îles de la Sonde. Abui signifie dans cette langue « montagne » ; l’ethnie qui la parle se nomme elle-même Abui loku (« les gens des montagnes ») et désigne sa langue comme Abui tanga (« langue des montagnes »).

## Écriture
Un orthographe abui a été développé lors d’un atelier en 2004 et est basé sur l’orthographe indonésien.
Les lettres ‹ p, t, f, b, d, l, r, m, g, n, m, s, k, w › ont les mêmes valeurs que leur symbole phonétique, [j] est écrit ‹ y ›, [ŋ] est écrit ‹ ng ›, les phonèmes d’emprunt [ɟ] et ‹ c › sont écrits ‹ j c ›, et les voyelles [ɑ], [ɛ], [ɪ], [ɔ], [u] sont écrites ‹ a, ɛ, i, o, u ›. Les voyelles longues sont écrites en doublant la lettre, le ton haut et le ton bas sont indiqués avec l’accent aigu et l’accent grave.